# 东庄村
东庄村，是中华人民共和国山西省长治市平顺县石城镇下辖的一个村，地处晋冀豫交界地带的太行山深处浊漳河畔。
2012年12月17日，东庄村公布为第一批中国传统村落。
2019年1月21日，东庄村公布为第七批中国历史文化名村。
东庄村为岳姓、赵姓、王姓聚居的村落，保留了明清建筑群，古民居鳞次栉比，包括岳姓的当铺院、戏房院，王姓的九门相照院、赵家大院等，雕饰精美；古庙宇数量众多，其中还有供奉远古人祖伏羲和女娲的羲皇娲皇庙。东庄观音堂为明代古建精品，九脊歇山顶，出檐深远，造型古朴典雅。此外还有东庄龙王庙（灵泽王庙，大庙）、真武阁（劵门楼）、牛王庙等。